# Znak města Opavy
Znak Opavy, českého města v Moravskoslezském kraji, je spolu s vlajkou a pečetí, jedním ze symbolů 
statutárního města.
Znak ani vlajka ale nejsou uvedeny v Registru komunálních symbolů (REKOSu).
Opavský znak je tvořen polceným štítem, v pravém, červeném poli půl stříbrné orlice se zlatou zbrojí (zobákem, jazykem a pařátem), levé, stříbrné pole polceno a v jeho pravé polovici tři červené, dolů obrácené, krokve.

## Historie

Starý znak města Opavy

Nejstarší dochovaný otisk opavské městské pečeti je datován k roku 1311. Na pečeti je vyobrazen gotický štít, na něm je kůl se třemi krokvemi nad sebou. Jelikož se jedná o otisk v pečetícím vosku, barvy městského znaku jsou nejasné. V dodatečně kolorované galerii městských znaků na Helwigově mapě Slezska z roku 1561 je Opava zastoupena červeným štítem s černým kůlem a stříbrnými krokvemi.
Ze dne 24. listopadu 1579 pochází privilegium císaře Rudolfa II., kterým Opavanům polepšoval městský znak. Ten vypadal následovně: polcený štít, v pravém poli polovina stříbrné orlice na červeném poli, levé stříbrné pole je dále polceno s třemi obrácenými červenými krokvemi na pravé polovině. Znak začal být používán ihned po vydání privilegia, avšak nadále se používal i dřívější znak. Privilegium samé se brzy ztratilo a polepšený znak začal být různě pozměňován, kdy byla například změněna orientace krokví.
V polovině 19. století se Opava stala hlavním městem obnoveného Rakouského Slezska a v městském znaku dochází k další významné změně, kdy je polovina stříbrné orlice na červeném poli nahrazena polovinou černé korunované orlice s perizoniem na prsou na zlatém poli, tedy polovinou slezské orlice.
Dne 16. listopadu 1895 vyhláškou purkmistrovského úřadu došlo k jasnému vymezení městského znaku na základě Rudolfova privilegia, jehož opis si byl pro tyto účely vyžádán Opavou z Prahy. 
Tento znak byl nedávno potvrzen městskými vyhláškami z let 1991 a 2002.